# 83 Beatrix
A 83 Beatrix a Naprendszer kisbolygóövében található aszteroida. Annibale de Gasparis fedezte fel 1865. április 26-án.